# Baramee Limwatthana
Baramee Limwatthana (thailändisch บารมี ลิ้มวัฒนะ; * 4. Januar 1996 in Samut Prakan) ist ein thailändischer Fußballspieler.

## Karriere
Baramee Limwatthana erlernte das Fußballspielen in den neuseeländischen Jugendmannschaften von Onehuga Sports und Waitakere United. Seinen ersten Vertrag unterschrieb er am 1. Januar 2014 beim thailändischen Zweitligisten Nakhon Ratchasima FC. Nach der Hinserie verließ er den Verein aus Nakhon Ratchasima und schloss sich im Juli 2014 dem Erstligisten Buriram United an. Die Saison 2015 wurde er an den Drittligisten Surin City FC ausgeliehen. Mit dem Klub aus Surin spielte er in der North/Eastern Region der Liga. Die Hinserie 2016 wurde er an den Zweitligisten Songkhla United nach Songkhla verliehen. Die Rückrunde spielte er wieder bei Buriram. Hier bestritt er fünf Erstligaspiele. Der Thai Honda FC, ein Erstligist aus der Hauptstadt Bangkok, lieh ihn die Rückrunde der Saison 2017 aus. Am Ende der Spielzeit belegte er mit dem Hauptstadtverein den 16. Tabellenplatz und musste somit in die zweite Liga absteigen. Die komplette Saison 2018 wurde er an den Erstligisten Chainat Hornbill FC verliehen. Für den Verein aus Chainat bestritt er sieben Ligaspiele. Hierbei schoss er ein Tor. Nachdem er im November 2028 nach Buriram zurückgekehrt war, wurde sein Vertrag nicht verlängert. Wo er von Dezember 2018 bis April 2021 spielte, ist unbekannt. Am 10. April 2021 nahm ihn der Amateurligist MH Nakhonsi City FC unter Vertrag. Hier spielte er bis Jahresende. Von Januar 2022 bis Ende Januar 2024 pausierte er. Ende Januar 2024 verpflichtete ihn der Drittligist Navy FC. Mit dem Verein aus Sattahip spielt er in der Eastern Region der Liga. Am Ende der Saison 2024/25 feierte er mit dem Verein die Meisterschaft der Region. Nach insgesamt 21 Ligaspielen, in denen er einen Treffer erzielte, wurde sein Vertrag im Sommer 2025 nicht verlängert.

## Erfolge
Navy FC
- Thai League 3 – East: 2024/25

## Sonstiges
Baramee Limwatthana ist der Bruder von Sansern Limwattana.